# オルフェウス (リスト)

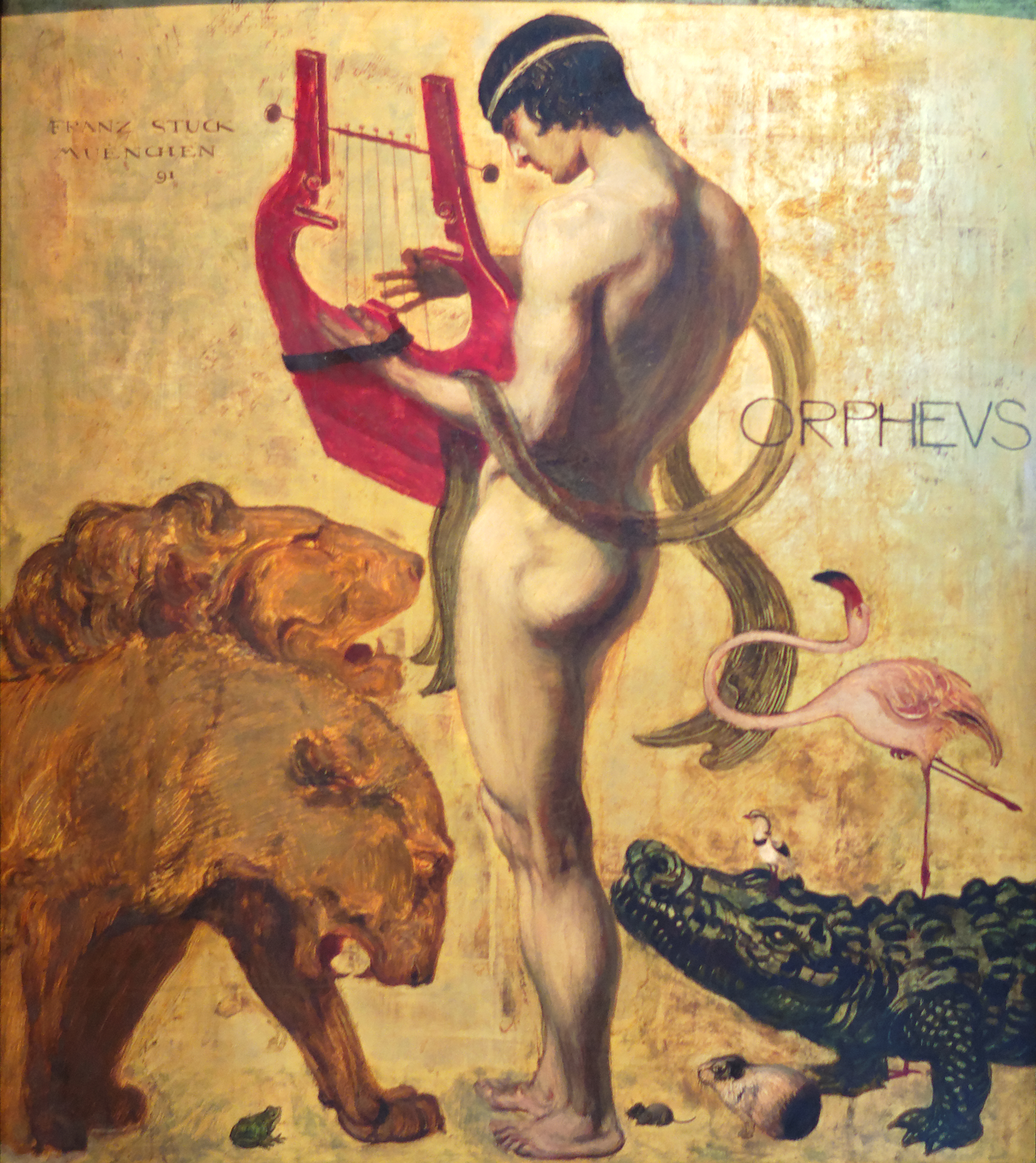
フランツ・フォン・シュトゥックによるオルフェウス

『オルフェウス』（Orpheus ）S.98は、フランツ・リストが作曲した4番目の交響詩。

## 概要
この交響詩は1853年から1854年にかけて、グルックのオペラ「オルフェオとエウリディーチェ」の序の音楽として作曲された。その契機となったのは、リストが少し前にヴァイマルの宮廷劇場でグルックのオペラ「オルフェオとエウリディーチェ」を指揮したことであった。そのためリストはオルフェウスに関することを色々と調べたが、この時リストの脳裏に浮かんだものにルーヴル美術館で見たエトルリアの壺があった。その壺には優雅でほっそりとした指で竪琴を弾くオルフェウスが描かれており、そこでは彼の奏でる妙なる楽の音が森の中の動物たちをはじめ、全ての事象を魅了し去るのである。リストはこの壺からの霊感でこの交響詩を書き、このような経緯を楽譜の冒頭に記したという。
初演はオペラへの序曲の形として、1854年の2月16日にリストはヴァイマルの宮廷劇場でリスト自身の指揮で行なわれたが、のちに独立した交響詩として出版された。
また、リスト本人によるヴァイオリンとハルモニウムの二重奏版もあり、ジョリス・ヴェルディン／エーリッヒ・ヘーバルトによってCD録音もされている（カメラータ）。

## 編成
ピッコロ、フルート2、オーボエ2、コーラングレ、クラリネット2、ファゴット2、ホルン4、トランペット2、トロンボーン3、チューバ、ティンパニ、ハープ2、弦五部

## 構成
冒頭に出る素朴な旋律が全曲のモットーをなすもので、次いでチェロで奏される第1主題の高貴な美しさは、オルフェウスの高雅な姿を思わせる。他に2つの主題を用いて全曲が進められ、最後は崇高な弦のパッセージがこだまのような木管の和音を伴って、瞑想的で詩的な雰囲気の中に曲を結んでいる。演奏時間は約10分。

## 関連作品
- グルック：オペラ「オルフェオとエウリディーチェ」